# 打擊王
打擊王為棒球運動中所設的一種獎項。安打除以打數即為打擊率，而打擊王的頭銜就是給予在一整個球季或一個短期盃賽之中，在所有各隊打擊手中，打擊率最高的球員。除了看打擊率，還會附加一些條件，以示公平，選手通常要達成一定以上的打席數才能獲得競爭打擊王頭銜的資格。舉例來說：某球員一打數一安打，雖然打擊率是1.00，必定最高，但打席數太少，遂不符合打擊王條件。以中華職棒的規定為例，所屬球隊平均每出賽一場，該打者必須有3.1個打席數以上，才有資格成為打擊王。（如一年一百場則需要310個打席數）

## 外部連結
- 誰可以當打擊王

- 打擊王在台灣棒球維基館上的頁面（繁體中文）